# الندیل، نورث‌آمبرلند
الندیل، نورث‌آمبرلند (به انگلیسی: Allendale, Northumberland) یک روستا در بریتانیا است که در الندیل واقع شده‌است. الندیل ۲٬۰۲۱ نفر جمعیت دارد.